# Massacre de Candaar

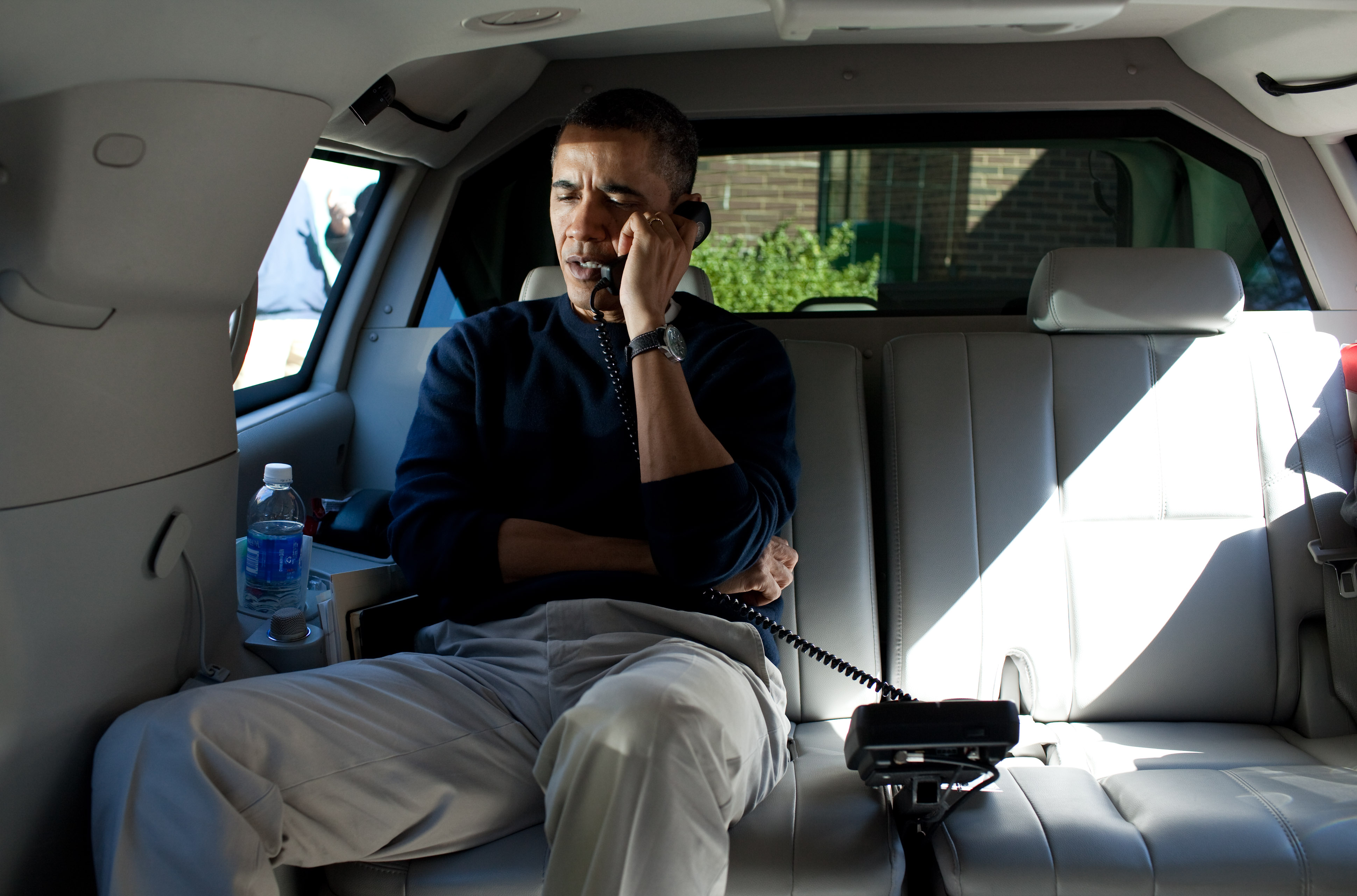
O então presidente dos Estados Unidos Barack Obama conversa com o líder afegão Hamid Karzai após o massacre.

O massacre de Candaar ou de Candar ocorreu no domingo, 11 de março de 2012, quando o sargento do Exército dos Estados Unidos Robert Bales, abriu fogo contra civis afegãos na região de Panjwai, em Candaar, no Afeganistão. O ataque aconteceu por volta das 3h00 da madrugada, horário local, após o militar ter deixado sua base. No total, 16 pessoas foram mortas, das quais 11 pertenciam à mesma família, e outras seis ficaram feridas e foram levadas para um hospital militar. Entre as vítimas fatais, 9 eram crianças. 
Autoridades dos Estados Unidos alegaram que Bales agiu de forma isolada, contudo, a Assembleia Nacional do Afeganistão afirmou que outros soldados também estariam envolvidos no ataque. Outro soldado, pertencente a uma Stryker Brigade sediada na McChord Air Force Base, foi acusado de queimar os corpos de algumas das vítimas. Testemunhando em audiência, um agente da Divisão de Investigação Criminal do Exército dos Estados Unidos relatou que Bales estava sob influência de esteroides três dias após o ataque. Na ocasião, a então Secretária de Estado dos Estados Unidos, Hillary Clinton, classificou o episódio como "espantoso e inexplicável".
Bales confessou sua responsabilidade pelo ataque durante um julgamento em uma base militar nos Estados Unidos. Foi condenado à prisão perpétua sem direito à liberdade condicional em 23 de agosto de 2013.